# 50 kilomètres marche aux Jeux olympiques d'été de 2000
Navigation
Atlanta 1996 Athènes 2004
L'épreuve du 50 kilomètres marche masculin aux Jeux olympiques de 2000 s'est déroulée le 29 septembre 2000 dans les rues de Sydney, en Australie avec une arrivée au Stadium Australia.  Elle est remportée par le Polonais Robert Korzeniowski.

## Résultats

### Finale
| Rang | Athlète                 | Pays             | Temps           | Note |
| ---- | ----------------------- | ---------------- | --------------- | ---- |
| 1    | Robert Korzeniowski     | Pologne          | 3 h 42 min 22 s |      |
| 2    | Aigars Fadejevs         | Lettonie         | 3 h 43 min 40 s |      |
| 3    | Joel Sánchez            | Mexique          | 3 h 44 min 36 s | PB   |
| 4    | Valentí Massana         | Espagne          | 3 h 46 min 01 s |      |
| 5    | Nikolay Matyukhin       | Russie           | 3 h 46 min 37 s |      |
| 6    | Nathan Deakes           | Australie        | 3 h 47 min 29 s | PB   |
| 7    | Miguel Angel Rodriguez  | Mexique          | 3 h 48 min 12 s |      |
| 8    | Roman Magdziarczyk      | Pologne          | 3 h 48 min 17 s | PB   |
| 9    | Modris Liepins          | Lettonie         | 3 h 48 min 36 s |      |
| 10   | Yang Yongjian           | Chine            | 3 h 48 min 42 s | PB   |
| 11   | Aleksandar Raković      | Yougoslavie      | 3 h 49 min 16 s | SB   |
| 12   | Jesus Angel Garcia      | Espagne          | 3 h 49 min 31 s |      |
| 13   | Wang Yinhang            | Chine            | 3 h 50 min 19 s | PB   |
| 14   | Denis Langlois          | France           | 3 h 52 min 56 s |      |
| 15   | Sergey Korepanov        | Kazakhstan       | 3 h 53 min 30 s |      |
| 16   | Milos Holusa            | Tchéquie         | 3 h 53 min 48 s | SB   |
| 17   | Peter Tichy             | Slovaquie        | 3 h 54 min 47 s |      |
| 18   | Craig Barrett           | Nouvelle-Zélande | 3 h 55 min 53 s |      |
| 19   | Mike Trautmann          | Allemagne        | 3 h 56 min 19 s |      |
| 20   | Stefan Malik            | Slovaquie        | 3 h 56 min 44 s | SB   |
| 21   | Denis Trautmann         | Allemagne        | 3 h 58 min 18 s |      |
| 22   | Curt Clausen            | États-Unis       | 3 h 58 min 39 s |      |
| 23   | Peter Korcok            | Slovaquie        | 3 h 48 min 46 s |      |
| 24   | Mikel Odriozola         | Espagne          | 3 h 59 min 50 s |      |
| 25   | Valeriy Borisov         | Kazakhstan       | 4 h 01 min 11 s |      |
| 26   | Vladimir Potemin        | Russie           | 4 h 02 min 38 s |      |
| 27   | Dion Russell            | Australie        | 4 h 02 min 50 s |      |
| 28   | Philip Dunn             | États-Unis       | 4 h 03 min 05 s | SB   |
| 29   | Sylvain Caudron         | France           | 4 h 03 min 22 s |      |
| 30   | Daugvinas Zujus         | Lituanie         | 4 h 06 min 04 s |      |
| 31   | Andrew Hermann          | États-Unis       | 4 h 07 min 18 s |      |
| 32   | Oleksiy Shelest         | Ukraine          | 4 h 07 min 39 s |      |
| 33   | Pedro Martins           | Portugal         | 4 h 08 min 13 s |      |
| 34   | Duane Cousins           | Australie        | 4 h 10 min 43 s |      |
| 35   | Ugis Bruvelis           | Lettonie         | 4 h 11 min 41 s |      |
| 36   | Fumio Imamura           | Japon            | 4 h 13 min 28 s |      |
| 37   | Gyula Dudás             | Hongrie          | 4 h 17 min 55 s |      |
| 38   | Jamie Costin            | Irlande          | 4 h 24 min 22 s |      |
| 39   | Chris Maddocks          | Royaume-Uni      | 4 h 52 min 12 s |      |
| —    | Ivano Brugnetti         | Italie           | DNF             |      |
| —    | Robert Ihly             | Allemagne        | DNF             |      |
| —    | Spyridon Kastanis       | Grèce            | DNF             |      |
| —    | Tomasz Lipiec           | Pologne          | DNF             |      |
| —    | Giovanni Perricelli     | Italie           | DNF             |      |
| —    | René Piller             | France           | DNF             |      |
| —    | Valeriy Spitsyn         | Russie           | DNF             |      |
| —    | Theodoros Stamatopoulos | Grèce            | DNF             |      |
| —    | Arturo Di Mezza         | Italie           | DNF             |      |
| —    | Tim Berrett             | Canada           | DQ              |      |
| —    | Fedosei Ciumacenco      | Moldavie         | DQ              |      |
| —    | Zoltán Czukor           | Hongrie          | DQ              |      |
| —    | Viktor Ginko            | Biélorussie      | DQ              |      |
| —    | Arturo Huerta           | Canada           | DQ              |      |
| —    | Akihiko Koike           | Japon            | DQ              |      |
| —    | Valentin Kononen        | Finlande         | DQ              |      |
| —    | Germán Sánchez          | Mexique          | DQ              |      |

## Légende
Records et Performances
- AR : Record continental (area record)
- CR : Record des championnats (championship record)
- MR : Record du meeting (meet record)
- NR : Record national (national record)
- OR : Record olympique (olympic record)
- PR : Record paralympique (paralympic record)
- PB : Record personnel (personal best)
- SB : Meilleure performance personnelle de la saison (season's best)
- WL : Meilleure performance mondiale de l'année (world leader)
- WJR : Record du monde junior (world junior record)
- WR : Record du monde (world record)

Circonstances et Conditions
- DNF : N'a pas terminé (did not finish)
- DNS : N'a pas pris le départ (did not start)
- DQ : Disqualification (disqualification)
- NM : Aucun essai valable enregistré (No Mark)
- Q : Qualifié « directement » au prochain tour (ou à la prochaine compétition), lors d'une compétition majeure, grâce au classement ou à la réalisation des minima (automatic qualifier)
- q : Qualifié au prochain tour (ou à la prochaine compétition), lors d'une compétition majeure, grâce au repêchage ou à la réalisation de l'une des meilleures performances parmi celles des « non qualifiés directement » (grâce au meilleur temps ou à la meilleure distance par exemple) (secondary qualifier)